# Třída Audace
Třída Audace byla třída raketových torpédoborců italského námořnictva. Skládala se z jednotek Audace a Ardito. Obě lodi již byly vyřazeny z aktivní služby.

## Stavba
Stavba torpédobrce Audace začala 27. dubna 1968 v loděnici Italcantieri v Castellammare. Dne 2. října 1971 byl trup spuštěn na vodu a dne 16. listopadu 1972 byl torpédoborec zařazen do služby. Stavba druhé jednotky Ardito byla zahájena 19. července 1968 v loděnici Cantieri del Tirreno v Riva Trigoso u Janova. Dne 27. listopadu 1971 byl trup lodi spuštěn na vodu a dne 5. prosince 1972 byl torpédoborec zařazen do služby.
Jednotky třídy Audace:
| Jméno          | Spuštěna na vodu | Vstup do služby    | Status  |
| -------------- | ---------------- | ------------------ | ------- |
| Audace (D 550) | 1971             | 16. listopadu 1972 | vyřazen |
| Ardito (D 551) | 1971             | 5. prosince 1972   | vyřazen |

## Konstrukce

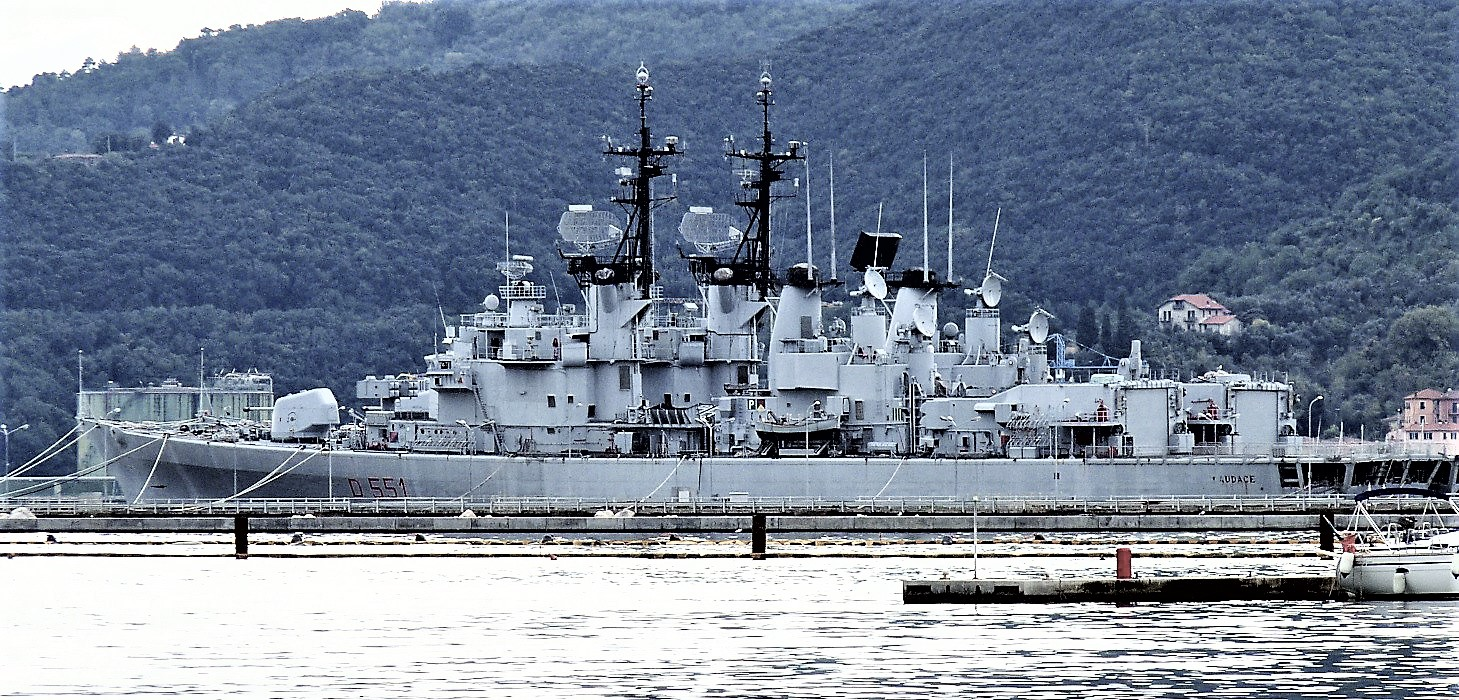
Vyřazené torpédoborce třídy Audace v La Spezia

Torpédoborce nesly pro italské válečné lodě typickou silnou hlavňovou výzbroj. Na přídi byly dvě dělové věže se 127mm kanóny, zatímco ve středu lodi se nacházely čtyři věže se 76,2mm kanóny OTO Melara Compact. Na zádi se nacházelo jednoduché odpalovací zařízení protiletadlových řízených střel RIM-24 Tartar. Za ním byly umístěny hangár a přistávací plocha pro dva protiponorkové vrtulníky AB-212 či jeden SH-3D. Pod přistávací plochou byly čtyři pevné 533mm torpédomety, ze kterých byla odpalována protiponorková torpéda.
Pohonný systém tvořily čtyři kotle a dvě převodové turbíny. Nejvyšší rychlost byla 33 uzlů. Dosah byl 4000 námořních mil při rychlosti 25 uzlů.

### Modernizace
Obě jednotky prošly jednou rozsáhlou modernizací – u jednotky Ardito byla dokončena v roce 1988 a u Audace v roce 1991. Druhá 127mm dělová věž byla nahrazena jedním osminásobným vypouštěcím zařízením střel Selenia Aspide. Všechny 76,2mm kanóny nahradila jejich vylepšená verze Super Rapid. Ve středu lodi byly instalovány čtyři dvojnásobné kontejnery protilodních střel Otomat Mk 2. Naopak 533mm torpédomety byly demontovány.